# Survivor: South Pacific
Survivor: Pacífico Sur es la vigésimo tercera temporada del reality show estadounidense Survivor de la cadena CBS. Las solicitudes se debieron en 11 de enero de 2011, aproximadamente 800 solicitantes visitaron en varios estados, desde allí los 16 concursantes fueron elegidos como participantes. La serie fue transmitida durante el 14 de septiembre al 19 de diciembre de 2011 a las 8 p. m. los miércoles. Las dos tribus originales eran Savaii y Upolu (ambos llamados de Savaii y Upolu, dos islas principales de la nación independiente de Samoa), y la tribu fusionado en Te Tuna (dada de una leyenda samoana sobre los orígenes del árbol de coco).
Samoa no fue seleccionado inicialmente de sede para esta temporada, como el espectáculo ya había filmado dos temporadas (Samoa y Heroes vs. Villains) en la zona. El equipo de producción se retiró de su localización original, Tonga, debido a problemas económicos. La temporada fue filmada en las proximidades de Upolu y que sirvió de sede para la próxima temporada isla de la redención, introducido por primera vez en la temporada anterior, regresó para esta temporada.
Sophie Clarke fue nombrada la ganadora en el episodio final el 18 de diciembre de 2011, derrotando a Benjamin "Coach" Wade y Albert Destrade en una votación 6-3-0. Ozzy Lusth ganó $ 100.000 como el "jugador de la temporada", ganar este honor por el margen más grande desde los premios inicios en  Survivor: China  y ganar el voto de los aficionados sobre John Cochran.

## Concursantes

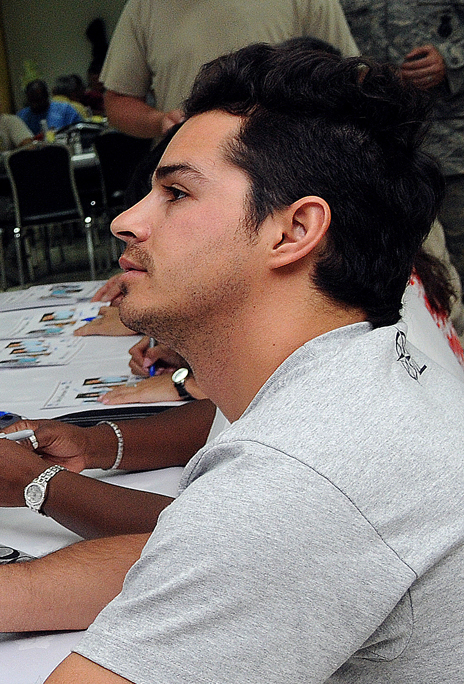
Ozzy Lusth quedó en cuarto lugar y fue el noveno miembro del jurado

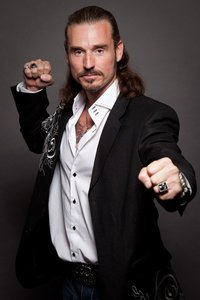
Benjamin "Coach" Wade como segundo lugar

| Concursante                                                                                | Tribu original | Tribu Fusionada | Votación  | Isla de la redención                       | Final                            |
| ------------------------------------------------------------------------------------------ | -------------- | --------------- | --------- | ------------------------------------------ | -------------------------------- |
| Semhar Tadesse 24, Los Ángeles, California                                                 | Savaii         |                 | 1er Día 3 | Duelo perdido 1 Día 6                      | 18 Día 6                         |
| Mark "Papa Bear" Caruso 48, Forest Hills, New York                                         | Savaii         |                 | 3 Día 8   | Duelo perdido 2 Día 9                      | 17 Día 9                         |
| Stacey Powell 44, Grand Prairie, Texas                                                     | Upolu          |                 | 4 Día 11  | Duelo perdido 3 Día 12                     | 16 Día 12                        |
| Elyse Umemoto 27, Las Vegas, Nevada                                                        | Savaii         |                 | 5 Día 14  | Duelo perdido 4 Día 15                     | 15 Día 15                        |
| Mikayla Wingle 22, Jupiter, Florida                                                        | Upolu          |                 | 6 Día 16  | Duelo perdido 5 Día 17                     | 14 Día 17                        |
| Christine Shields Markoski 39, Merrick, New York                                           | Upolu          |                 | 2 Día 5   | Duelo perdido 6 Día 19                     | 13 Día 19                        |
| Oscar "Ozzy" Lusth Regresa al juego                                                        | Savaii         |                 | 7 Día 18  | Vuelve a la competencia Día 19             |                                  |
| Jim Rice 35, Denver, Colorado                                                              | Savaii         | Te tuna         | 10 Día 24 | Duelo perdido 7 Día 25                     | 12 1er miembro del jurado Día 25 |
| Keith Tollefson 26, San Diego, California                                                  | Savaii         | Te tuna         | 8 Día 21  | Duelo perdido 7 Día 25                     | 11 2do miembro del jurado Día 25 |
| Dawn Meehan 41, Provo, Utah                                                                | Savaii         | Te tuna         | 11 Día 27 | Duelo perdido 8 Día 28                     | 10 3er miembro del jurado Día 28 |
| Whitney Duncan 27, Scotts Hill, Tennessee                                                  | Savaii         | Te tuna         | 12 Día 27 | Duelo perdido 8 Día 28                     | 9 4to miembro del jurado Día 28  |
| John Cochran 24, Oakton, Virginia                                                          | Savaii         | Te tuna         | 13 Día 30 | Duelo perdido 9 Día 31                     | 8 5to miembro del jurado Día 31  |
| Edna Ma 35, Los Ángeles, California                                                        | Upolu          | Te tuna         | 14 Día 32 | Duelo perdido 10 Día 33                    | 7 6to miembro del jurado Día 33  |
| Brandon Hantz 19, Katy, Texas                                                              | Upolu          | Te tuna         | 15 Día 35 | Duelo perdido 11 Día 36                    | 6 7mo miembro del jurado Día 36  |
| Oscar "Ozzy" Lusth Regresa al juego                                                        | Savaii         | Te tuna         | 9 Día 22  | 2da vez que vuelve a la competencia Día 36 |                                  |
| Rick Nelson 51, Aurora, Utah                                                               | Upolu          | Te tuna         | 16 Día 37 |                                            | 5 8vo miembro del jurado Día 37  |
| Oscar "Ozzy" Lusth 30, Venice, California Survivor: Cook Islands & Micronesia              | Savaii         | Te tuna         | 17 Día 38 |                                            | 4 9no miembro del jurado Día 38  |
| Albert Destrade 26, Plantation, Florida                                                    | Upolu          | Te tuna         |           |                                            | Tercer lugar                     |
| Benjamin "Coach" Wade 39, Susanville, California Survivor: Tocantins & Heroes vs. Villains | Upolu          | Te tuna         |           |                                            | Segundo lugar                    |
| Sophie Clarke 22, Willsboro, New York                                                      | Upolu          | Te tuna         |           |                                            | Ganadora                         |

Los votos totales son el número de votos que un náufrago ha recibido durante los Consejos Tribales, en la cual el náufrago es elegible para quedar fuera del juego. No incluye los votos recibidos durante la final del Consejo Tribal..